# Glebytchevo
Glebytchevo (finnois : Makslahti, russe : Глебычево) est une localité rurale dans le Raïon de Vyborg dans l'isthme de Carélie en Russie.